# Thymus comptus
Thymus comptus — вид рослин родини глухокропивові (Lamiaceae), Поширений поблизу східної частини Балканського п-ва: в Болгарії, Греції, європейській Туреччині.

## Опис
Утворює килимки чи купини; з висхідним квітковим стеблом довжиною до 15 см. Листки 9–15 мм завдовжки, від лінійних до ланцетних, розсіяно волохаті в нижній половині, сірувато-зелені. Приквітки листоподібні, але коротші й ширші. Квітки трояндово-рожеві, у суцвіттях-колосках завдовжки до 10 см.

## Поширення
Поширений поблизу східної частини Балканського п-ва: в Болгарії, Греції, європейської Туреччини.